# Wszystko, co najlepsze
Wszystko, co najlepsze (ang. The Best of Everything) – amerykański film z 1959 roku w reżyserii Jeana Negulesco.

## Obsada
- Joan Crawford jako Amanda Farrow
- Sue Carson jako Mary Agnes
- Brett Halsey jako Eddie Harris
- Donald Harron jako Sidney Carter
- Suzy Parker jako Gregg Adams
- Robert Evans jako Dexter Key
- Brian Aherne jako Fred Shalimar
- Diane Baker jako April Morrison

## Nagrody i nominacje
| Nazwa nagrody | Wygrane            | Nominacje |
| Oscar         | 1960 bez rezultatu | 1960 Najlepsza piosenka "The Best of Everything", wyk. Johnny Mathis, muzyka Alfred Newman, tekst Sammy Cahn Najlepsze kostiumy - filmy kolorowe Adele Palmer |